# Simulium tridens
Simulium tridens es una especie de insecto del género Simulium, familia Simuliidae, orden Diptera.

## Taxonomía
Fue descrita científicamente por Freeman & Meillon, 1953. Fue publicada en Simuliidae of the Ethiopian Region.